# Johannes Röber
Johannes Karl Max Röber (* 6. März 1861 in Döbeln; † 28. November 1942 in Dresden) war ein deutscher Entomologe.

## Leben
Johannes Röber war als Städtischer Beamter im Siechenasyl bei der Stadt Dresden beschäftigt, ist Erstbeschreiber zahlreicher neuer Schmetterlingsarten und legte selbst eine eigene größere Sammlung an. In seinen ersten Schriften bearbeitete er Teile des in der Zeit ab 1882 von den Forschungsreisenden und Naturalienhändlern Carl Ribbe und Heinrich Kühn während ihrer Sammelexkursion nach Niederländisch-Indien gesammelten Materials.
Später bearbeitete er im 16-bändigen Werk Die Großschmetterlinge der Erde von Adalbert Seitz die paläarktischen und amerikanischen (Neotropis und Nearktis) Weißlinge und einen großen Teil der Edelfalter Amerikas und war am Werk Exotische Schmetterlinge von Otto Staudinger und Ernst Schatz (1844–1887) beteiligt, das er nach dem Tode von Schatz zum Abschluss brachte. Seine letzte größere Veröffentlichung behandelt in der „Iris“ 1940 die Tagfalter der Insel Celebes.
Er war Mitglied im Entomologischen Verein zu Stettin sowie zeitweilig Schriftführer und Bibliothekar des Entomologischen Vereins Iris zu Dresden, aus dem er 1889 austrat. 

## Schriften (Auswahl)
- Zur ostindischen Schmetterlingsfauna. In: Correspondenz-Blatt des Entomologischen Vereins "Iris" zu Dresden, 2, Dresden 1. Mai 1885, Seite 19–23. (Digitalisat). Taf. I. (Digitalisat)
- Ein paar neue Heterocera von Süd-Celebes. In: Correspondenz-Blatt des Entomologischen Vereins "Iris" zu Dresden, 2, Dresden 1. Mai 1885, Seite 29–31. (Digitalisat). Taf. I. (Digitalisat)
- Ein neuer Nachtschmetterling von Ceram. In: Correspondenz-Blatt des Entomologischen Vereins "Iris" zu Dresden, 3, Dresden 1. März 1886, Seite 40. (Digitalisat). Taf. II. (Digitalisat)
- Neue Tagschmetterlinge der indo-australischen Fauna. In: Correspondenz-Blatt des Entomologischen Vereins "Iris" zu Dresden, 3, Dresden 1. März 1886, Seite 45–72. (Digitalisat). 
  - Taf. II. (Digitalisat), Taf. III. (Digitalisat),  Taf. IV. (Digitalisat), Taf. V. (Digitalisat)
- Neue Schmetterlinge aus Indien. In: Correspondenz-Blatt des Entomologischen Vereins "Iris" zu Dresden, 4, Dresden 15. Juni 1887, Seite 185–202. (Digitalisat). 
  - Taf. VII. (Digitalisat), Taf. VIII. (Digitalisat),  Taf. IX. (Digitalisat)
- Ueber die Berechtigung einiger Glaucopis-Arten. In: Correspondenz-Blatt des Entomologischen Vereins "Iris" zu Dresden, 5, Dresden 1. Juli 1888, Seite 338–340. (Digitalisat).
- mit Otto Staudinger und Ernst Schatz: Exotische Schmetterlinge. Die Familien und Gattungen der Tagfalter systematisch und analytisch bearbeitet von Dr. Ernst Schatz. Nach dem Tode des Verfassers fortgesetzt von J. Röber. Löwensohn, Fürth 1892 (archive.org)
- Die Tagfalter der Insel Celebes. In: Deutsche entomologische Zeitschrift "Iris", 53, 1940, S. 89–116.